# Северный фронт (1920)
Северный фронт — оперативное объединение Войска Польского, созданное во время советско-польской войны директивой главнокомандующего маршала Юзефа Пилсудского от 17 мая 1920 года. До 5 июля он назывался «Фронт генерала Шептицкого», а до 6 августа — «Северо-Восточный фронт».

## История
23 марта фронты были расформированы и вместо них сформированы армии. Причиной была вера в то, что это были в значительной степени импровизированные творения и ограничивали влияние Верховного командования Войска Польского на ведение войны. В результате из трех предыдущих фронтов на востоке было создано пять армий. Но проблемы с командованием большего количества соединений привели к воссозданию фронтов. Первым из них был фронт генерала Шептицкого, действовавший на литовско-белорусском театре военных действий.

## Битва на Березине
14 мая шесть дивизий 15-й армии Западного фронта под командованием Михаила Тухачевского перешли в наступление от реки Двины до озера Лукомла и взяли курс на Ушач и Зябки. На его пути стояли только 1 ДЛБ и 8 ДП, входившие в состав 1-й армии, вынужденные отступить, что привело к потере Глубокого 18 мая. Бои велись и на юге, на Березине, где 4-я армия успешно сдерживала 16-ю армию до 19 мая, когда две её дивизии закрепились и угрожали Игумену.
В ходе этих событий 17 мая Ставка Верховного Главнокомандования на базе штаба 4-й армии учредила командование фронтом, которому были подчинены все находившиеся в этом районе армии (то есть 1-я, 4-я и 7-я) Планировалось контрударом замкнуть армию противника в районе действий 4-й армии в котел. Первая началась 22 мая с участием 4-й и 17-й ИД. Несколько дней боев закончились частичным успехом, так как окружить большевиков не удалось и только 26 мая они были отброшены за Березину. Кроме того, 25 мая был потерян плацдарм в Борисове, а одновременно с польским наступлением на юге началось советское на севере, завершившееся 23 мая у озера Нарочь. Несмотря на неудачи, 1-я армия оказывала сильное сопротивление и даже наносила локальные контрудары. 23 мая в штаб генерала Шептицкого поступил приказ о планируемом контрударе, который также заключался во фланговом обходе противника.
Действие началось 1 июня и в нем приняли участие три оперативные части: 1-я армия генерал-лейтенанта Стефана Маевского (наступление из Брацлава на юго-восток), Резервная армия генерал-лейтенанта Казимир Соснковский (от Вилейки на северо-восток) и группа генерала Леонарда Скерского (от Логой на север). Армии Соснковского и Скерского должны были встретиться в Докшицах, а Маевского связывать главные силы. Группа Скерского нанесла удар первой, достигнув цели 5 июня. Следующей двинулась Резервная армия, встретив более сильное сопротивление и достигнув Глубокого. Однако наибольших успехов добилась 1-я армия, которая выбила советские войска из западни и 8 июня отошла к Березине и Ауте.
Березинское сражение закончилось частичной победой поляков, поскольку, несмотря на тяжелые потери войск Тухачевского и изгнание противника с большей части завоеванной территории, оно истощило все резервы генерал-лейтенанта Шептицкого.

## Отступление
С середины июня обе стороны начали подготовку к очередному столкновению. Войска фронта были частично реорганизованы, к концу июня были ликвидированы ненужные управления армией (7-я и Резервная) их части были приданы остальным армиям — 1-й и 4-й, и 4-й армии под командованием Евгения Сергеева, в состав которого входили 3-й кавалерийский корпус (первоначально 2-й), и Мозырская группа.
4 июля началось наступление большевиков. Первоначальная атака была отбита, и первая линия польской обороны эффективно остановила войска противника только после того, как 7 июля 16-я армия форсировала Березину, 9 июля Кавкор овладела Свенчанами, а 11 июля 3-й и 16-й армиями был захвачен Минск. Начался отход ко второй линии обороны — сети бывших немецких окопов 1916 года и Вилии.
Корпус Гая начал новую атаку. Используя хитрость, он захватил несколько плацдармов на Нерисе и атаковал Вильнюс, обороняемый 2 ДЛБ из 1-й армии. Город пал 14 июля, что делало оборону бывших немецких окопов бессмысленной. Вторая линия обороны пала, и польская армия отошла на рубеж Гродно — Неман — Щара — Огинский канал.
Командование хотело остановить здесь отступление войск фронта, а наступление вести из района Мосты и Волковыска. В очередной раз эти планы были сорваны Кавкором, который 20 июля овладел слабо защищенной Гродненской крепостью, в результате чего 24 июля был отдан приказ отвести все силы Северо-Восточного фронта в районы Подлясья и Беловежской пущи, где шли большевистские соединения, переправлявшиеся через Неман.
Также оборона этих районов длилась недолго, потому что в промежутке после призванных на защиту Белостока появилась Золотая Орда Гай-хана, как называли конный корпус польские воины. 27 июля захватил Осовец, обороняя несколько проходов через Бебжанские болота, что вынудило генерала Яна Ромера, командующего 1-й армией, эвакуировать Белосток в ночь с 27 на 28 июля. Армия генерал-лейтенанта Шептицкого отошла на рубеж Нарев — Буг.
Неудачи поляков на белорусских территориях были вызваны нежеланием Юзефа Пилсудского бросить сильные силы против хрупких оборонительных рубежей. Большой вклад в разгром внёс и 3-й КК, воспользовавшись слабостями стоящих друг против друга формирований и совершая быстрые и неожиданные вылазки. Теперь характер войны изменился, поскольку она переместилась на исконно польские территории. Буг, за которым должны были сосредоточиваться силы для контрудара, прикрывалась 4-й армией генерала Скерского (Брест обороняла Группа Полесье), часть частей под командованием генерала Владислава Юнга все еще отступал к Кобрин, что создало брешь, через которую советская 16-я армия могла переправиться через Буг, которая, несмотря на оборону левого берега Буга поляками, 1 августа завоевала плацдармы на реке, что грозило отрезать стоявшую там 9-ю стрелковую дивизию от обороны Брестской крепости. В это время остальные соединения Скерского были оттеснены со своих позиций на верхнем Нареве в район Черемхи. Локальные контратаки улучшили положение, но в связи с нарастанием натиска войск противника было принято решение об отступлении 4-й армии.
1-я армия (с 30 июля под командованием генерала Владислава Енджеевского) также была отброшена от реки Нарев, откуда после тяжелых боев отступила к Замбруву, а конница Гая дошла до Ломжи, сильно обороняясь своим гарнизоном и эвакуировавшись только 3 августа. 1 августа большевистская 10-я стрелковая дивизия захватила переправу под Новогрудом, переходившую из рук в руки, наконец, после поддержки 15-й стрелковой дивизии Кавкор ценой больших потерь укрепилась на переправе. Со 2 августа вся 1-я армия отступала и вела тяжелые бои, одержав несколько локальных побед (уничтожение почти всей XXXV БС, отбитие Брока на реке Буг), закончившихся 7 августа отступлением от Остроленки к Варшаве.

## Битва за Варшаву
6 августа Верховное командование Войска Польского издало приказ о реорганизации польских формирований. Согласно ему, 4-я армия выдвигалась на Центральный фронт, а Северный фронт генерал-лейтенанта Юзефа Халлера должен был прикрывать следующие позиции:
- 5-я армия — Вкра — Модлин
- 1-я армия — оборонительные рубежи вокруг Варшавы
- 2-я армия — Средняя Висла

и вести бой практически со всеми силами Западного фронта (за исключением Мозырской группы), главной целью которых было не овладение Варшавой (как считало польское командование), а обход ее с запада.
13 августа 21-я дс из 3-й армии выдвинулась на позиции 11-й стрелковой дивизии, захватив Радзымин и после атаки 27-й дс из 16-й армии отошла на вторую полосу обороны. 14 августа 19-я сд отбила вновь утраченный днем город. 15 августа начался контрудар 10-й, 11-й и 19-й пехотных дивизий 1-й армии (командир — генерал-лейтенант Францишек Латиник), которые после упорного, многодневного боя вернули себе Радзымин.
В это время 5-я армия (командующий — 2-й генерал-лейтенант Владислав Сикорский) форсировала реку Вкра и двинулась к группировке советских войск в Насельске, и, несмотря на контрудар 3-й и 15-й армий (без 21 ДС), захватила её. 16 августа, но был слишком измучен боями, чтобы броситься в погоню. Накануне вылазка 203-го уланского полка лишила 4-ю армию связи с командованием Западного фронта.
16 сентября в связи с наступлением на Вепш 2-я армия была расформирована, а её дивизии переданы командованию Центрального фронта. 17 сентября соединения 1-й и 4-й армий овладели Минском-Мазовецким, а 5-я армия — Пултуск и оба фронта перешли в преследование. С 18 августа важнейшей задачей войск генерала Галлера было остановить отступление 4-й и 15-й армий (особенно III корпуса). К 21 августа польские войска подошли к Ожицу и захватили Млаву, активизировав конницу Гай-хана. До 24 августа она прорезала себе путь через польские дивизии и бригады и, наконец, загнанная в угол, вынуждена была отступить за немецкую границу, где вместе с ней были интернированы остатки 4-й армии и части 3-й и 15-й.
На этом закончилась деятельность и без того бесполезного Северного фронта, который в тот день был расформирован, его армии расформированы к концу месяца, а дивизии и бригады приписаны к другим армиям.

## Боевой состав
- 1-я армия (17 мая — 23 августа)
- 2-я армия (6-16 августа)
- 4-я армия (17 мая — 6 августа)
- 5-я армия (6 — 23 августа)
- 7-я армия (17 мая — 15 июня)
- Резервная армия (25 мая — 15 июня)

Цифры фронта:
- около 70 000 солдат (июнь)
- около 50 000 солдат (июль)
- около 90 000 солдат (август)

## Штатный состав

### Командующие фронтами
- Генерал-лейтенант Станислав Шептицкий (17 мая — 1 августа 1920 г.)
- Генерал-лейтенант Юзеф Халлер (1-23 августа 1920 г.)

### Начальники штабов
- Подполковник Эугениуш Тинц (17 мая — 6 августа 1920 г.)
- Полковник Влодзимеж Загурский (6-23 августа 1920 г.)